# Józef Słonecki
Józef Emil Słonecki (Leopoli, 11 agosto 1899 – Bytom, 1º ottobre 1970) è stato un calciatore e allenatore di calcio polacco, di ruolo attaccante.

## Carriera

### Giocatore

#### Club
Nato nel 1899 a Leopoli, nell'attuale Ucraina, a 16 anni iniziò a giocare a calcio con il Pogoń Lwów, dove rimase fino al 1917.
Nella stagione 1917-1918 si trasferì in Italia, al Torino, dove non giocò gare ufficiali in quanto le attività erano sospese a causa della prima guerra mondiale.
Tornato nel 1921 al Pogoń Lwów, disputò fino al 1925 31 gare, segnando 7 reti e vincendo 3 campionati polacchi nel 1922, 1923 e 1925.
Ritornò in Italia nel 1925-1926, all'Edera Trieste, giocando in Seconda Divisione e arrivando 8º.
Nel 1927 fece il terzo ritorno a Leopoli, realizzando 3 gol in 41 partite con il Pogoń Lwów fino al ritiro, avvenuto nel 1929.

#### Nazionale
Nel periodo 1923-1925 giocò 6 gare con la nazionale polacca, esordendo il 23 settembre 1923 nell'amichevole in trasferta a Helsinki contro la Finlandia, persa per 5-3.

### Allenatore
Dopo il ritiro allenò diverse squadre polacche: Lublinianka, Spartak Leopoli, Zagłębie Sosnowiec, Sparta Gliwice, Polonia Bytom (prima squadra e giovanili) e Ogniwo Cieszyn.
Morì a 71 anni, nel 1970.

## Statistiche

### Cronologia presenze e reti in nazionale
| Cronologia completa delle presenze e delle reti in nazionale ― Polonia | Cronologia completa delle presenze e delle reti in nazionale ― Polonia | Cronologia completa delle presenze e delle reti in nazionale ― Polonia | Cronologia completa delle presenze e delle reti in nazionale ― Polonia | Cronologia completa delle presenze e delle reti in nazionale ― Polonia | Cronologia completa delle presenze e delle reti in nazionale ― Polonia | Cronologia completa delle presenze e delle reti in nazionale ― Polonia | Cronologia completa delle presenze e delle reti in nazionale ― Polonia |
| Data                                                                   | Città                                                                  | In casa                                                                | Risultato                                                              | Ospiti                                                                 | Competizione                                                           | Reti                                                                   | Note                                                                   |
| ---------------------------------------------------------------------- | ---------------------------------------------------------------------- | ---------------------------------------------------------------------- | ---------------------------------------------------------------------- | ---------------------------------------------------------------------- | ---------------------------------------------------------------------- | ---------------------------------------------------------------------- | ---------------------------------------------------------------------- |
| 23-9-1923                                                              | Helsinki                                                               | Finlandia                                                              | 5 – 3                                                                  | Polonia                                                                | Amichevole                                                             | -                                                                      |                                                                        |
| 25-9-1923                                                              | Tallinn                                                                | Estonia                                                                | 1 – 4                                                                  | Polonia                                                                | Amichevole                                                             | -                                                                      |                                                                        |
| 19-7-1925                                                              | Cracovia                                                               | Polonia                                                                | 0 – 2                                                                  | Ungheria                                                               | Amichevole                                                             | -                                                                      |                                                                        |
| 30-8-1925                                                              | Helsinki                                                               | Finlandia                                                              | 2 – 2                                                                  | Polonia                                                                | Amichevole                                                             | -                                                                      |                                                                        |
| 2-9-1925                                                               | Tallinn                                                                | Estonia                                                                | 0 – 0                                                                  | Polonia                                                                | Amichevole                                                             | -                                                                      |                                                                        |
| 2-10-1925                                                              | Istanbul                                                               | Turchia                                                                | 1 – 2                                                                  | Polonia                                                                | Amichevole                                                             | -                                                                      |                                                                        |
| Totale                                                                 |                                                                        | Presenze                                                               | 6                                                                      |                                                                        | Reti                                                                   | 0                                                                      |                                                                        |

## Palmarès

### Club

#### Competizioni nazionali
- Campionato polacco: 3

Pogon Lwow: 1922, 1923, 1925